# Hugo de Novara
Hugo de Noaria también conocido como Hugo de Novara fue un monje cisterciense , discípulo de Bernardo de Claraval. Francés de nacimiento, sirvió como primer abad de la abadía de Novara, Sicilia, donde permaneció hasta su muerte en 1170.